# Softcam
Een softcam is een implementatie van een conditional access module (CAM), zoals gebruikt in DVB, in software. Softcams kunnen op diverse linux-gebaseerde settopboxen gebruikt worden om versleutelde kanalen met behulp van een smartcard van de aanbieder te kunnen kijken, zonder daarvoor gebruik te hoeven maken van een common interface (CI) en een conditional access module (CAM). Een softcam kan daarnaast vaak ook de functionaliteit van een smartcard aanbieden aan andere ontvangers.

## DVB en versleuteling
Zenders die digitaal uitzenden via omroepsatellieten (DVB-S), digitenne (DVB-T) en ook wel via de kabel (DVB-C), worden vaak versleuteld zodat alleen op ontvangers waarvoor een abonnement is afgesloten, de zender bekeken kan worden. De aanbieder (provider) van de zender biedt dan een smartcard aan waarmee geselecteerde zenders van deze provider bekeken kunnen worden. Deze smartcard wordt in een conditional access module (CAM) geplaatst en deze CAM wordt dan weer geplaatst in een common interface (CI)-slot in de ontvanger.

## CAM
Afhankelijk van de encryptie-methode die de provider hanteert, is normaal gesproken een bepaalde CAM nodig die deze methode ondersteunt. Zo zijn er CAMs voor bijvoorbeeld Mediaguard, Irdeto en Conax.
Een deel van de ontvangers heeft één of meerdere CI-slots, waarin een CAM gestoken kan worden (dit zijn meestal de wat duurdere ontvangers). Veel ontvangers hebben een ingebouwde CAM en geen CI-slot, er is dan alleen een kaartsleuf zichtbaar. Het komt ook voor dat een ontvanger een generieke smartcard-lezer heeft, deze kan dan alleen gebruikt worden in combinatie met een softcam. Een combinatie hiervan komt ook voor.
Sommige ontvangers hebben helemaal geen mogelijkheid smartcards te plaatsen, dat zijn zogenaamde FTA-ontvangers. Met deze ontvangers is het normaal gesproken niet mogelijk om versleutelde zenders te kijken. Als er een softcam geïnstalleerd kan worden, kan dat probleem omzeild worden door de kaart op een andere, niet-FTA-ontvanger te gebruiken voor het decoderen.

## Principe van de softcam
Als de ontvanger een generieke lezer voor smartcards heeft, is het in principe niet nodig om een CAM aan te schaffen of te gebruiken. De functionaliteit van de CAM kan dan worden uitgevoerd door een softcam. Softcams kunnen meestal meerdere systemen van encryptie aan (multi-crypt) en kunnen ook vaak meerdere kanalen tegelijk decoderen, iets wat fysieke CAMs vaak niet kunnen. Voor het kunnen gebruiken van een softcam is het vereist dat de ontvanger gebaseerd is op linux, de gebruiker toegang heeft tot de command line interface en dat er een werkende netwerk-aansluiting is. Voor de meeste van zulke ontvangers worden wel één of meerdere softcams aangeboden.

## Ontvangers
De softcam vindt zijn oorsprong bij de DBox2, de eerste digitale ontvanger, waarbij middels particulier gemaakte firmware, gebaseerd op linux, de gebruiker volledige controle had over de ontvanger. De Dreambox wordt vaak gezien als de opvolger van de DBox, o.a. doordat het de gebruiker al meteen volledige toegang tot de linux-omgeving geeft. Dit geeft de mogelijkheid tot het ontwikkelen en gebruiken van softcams. Hierdoor hebben beide boxen een beetje een dubieuze reputatie opgebouwd, met name bij de providers, vanwege vermeend grootschalig illegaal gebruik (zie Cardsharing). Inmiddels zijn er legio andere merken ontvangers die vergelijkbare functionaliteit bieden, zoals ClarkeTech en VU+.

## Softcams
Voorbeelden van softcams zijn:
- Newcamd
- Scam
- Radegast
- MGcamd
- CCcam
- OSCam

Elke softcam heeft voor- en nadelen, vandaar dat er meerdere in gebruik zijn. Sommige worden al heel lang niet meer bijgehouden en daardoor niet in staat met de nieuwste encryptie-methodes en smartcards om te gaan. Deze softcams kom je dan niet zo vaak meer tegen. Sommige softcams doen alleen het decoderen van de zender (pure softcams, daarvoor is naast de softcam ook een cardserver nodig) terwijl andere softcams zoals CCcam en OSCam, ook de kaart beheren en eventueel delen.

## Cardsharing
Met een softcam is het vaak ook mogelijk de functionaliteit van een smartcard beschikbaar te stellen aan andere ontvangers die ook beschikken over een softcam. De juridische status hiervan is onderwerp van discussie. Er wordt meestal van uitgegaan dat het delen van een kaart binnen één huishouden ("lan sharing") legaal is. Het delen van een kaart naar gebruikers buiten het huishouden (meestal over internet) ("wan sharing") wordt meestal als illegaal gezien omdat hierdoor de provider inkomsten misloopt.
Het delen van een kaart binnenshuis (lan sharing) wordt vaak gedaan om met een tweede ontvanger gebruik te kunnen maken van één kaart, aangezien aan het aanschaffen van een tweede kaart bij een provider meestal aanzienlijke kosten zijn verbonden.
Buitenshuis delen (wan sharing) wordt gedaan om abonnementskosten te delen met meerdere gebruikers, maar ook wel om zenders te kunnen bekijken waarvoor niet op een legale manier een smartcard verkregen kan worden. Dit is vaak het geval bij buitenlandse providers. Hierover is veel discussie omdat enerzijds het delen van een smartcard als illegaal wordt gezien, maar anderzijds het uitsluiten van nationaliteiten voor het aangaan van een abonnement indruist tegen de EU richtlijn "Vrij verkeer van goederen en informatie tussen EU-landen" en daarom wellicht op zich ook illegaal is.
Cardsharing-diensten worden zowel commercieel aangeboden als op particuliere basis. Bij commerciële diensten wordt met grote servers en veel speciaal daarvoor aangeschafte kaarten gewerkt, voor deze diensten moet dan ook betaald worden. Bij particuliere cardsharing worden de eigen kaarten 1-op-1 met elkaar uitgewisseld, soms wel met aanzienlijke netwerken van andere kaarten, waardoor veel zenders gedecodeerd kunnen worden. De kwaliteit van de decodering varieert dan wel aanzienlijk.
Providers zijn op de hoogte van deze praktijken en zetten diverse tactieken in om cardsharing te voorkomen. Voorkomen is vooralsnog bij de meeste providers nog niet gelukt, maar het aantal keer dat één kaart gedeeld kan worden wordt door de maatregelen langzamerhand wel steeds kleiner. Sommige providers zijn inmiddels overgegaan op actief opsporen en deactiveren van kaarten die worden gebruikt voor cardsharing.